# غرفة النوم

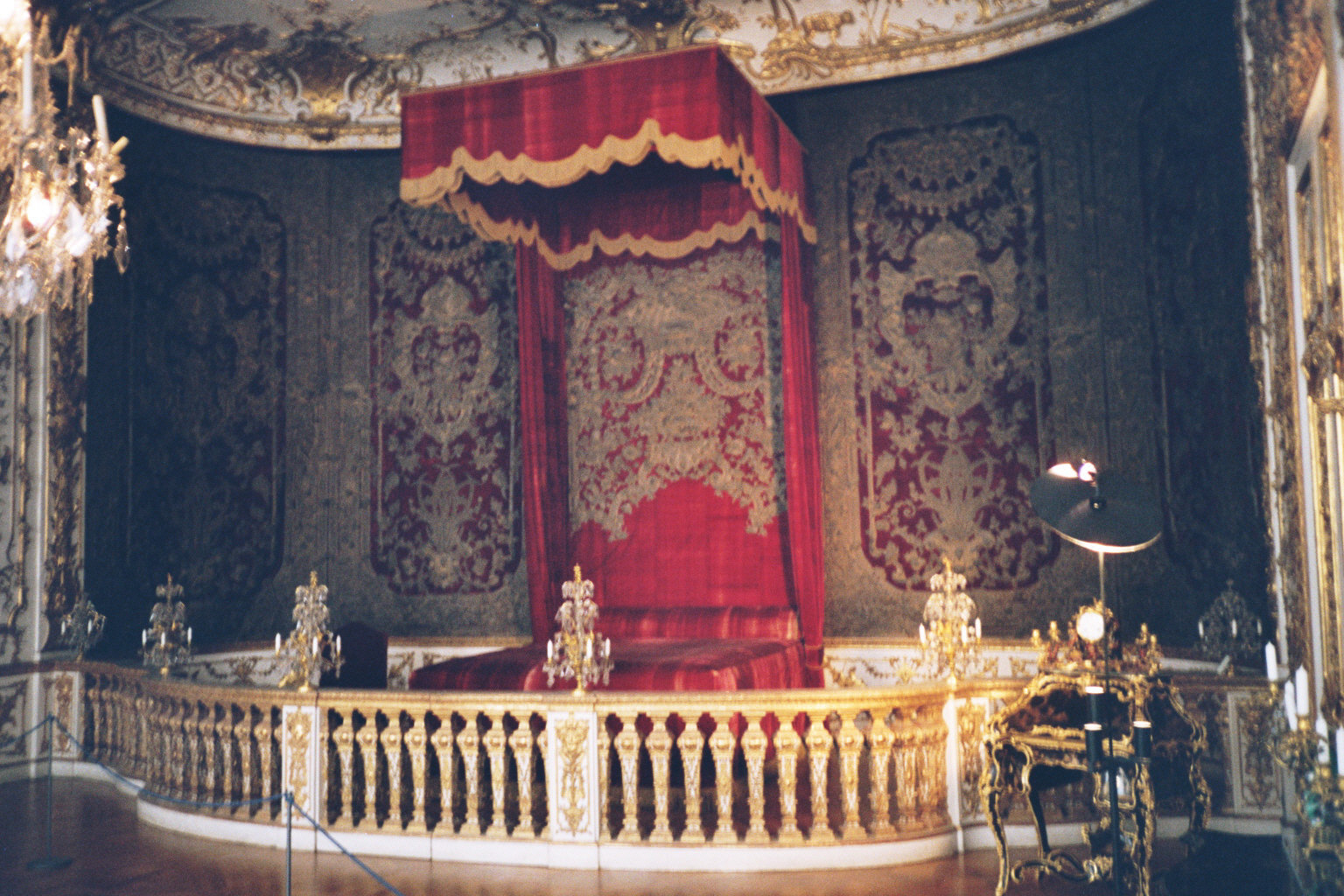
غرفة النوم الملكية في قصر ريزيدنس قصر ميونخ، بافاريا

غرفة النوم هي غرفة خاصة؛ حيث إنه في أغلب الأحيان ينام فيها الأشخاص بالليل أو لأخذ قسط من الراحة أثناء اليوم.						.
نقضي حوالي ثلث حياتنا نائمين؛ حيث إن معظم الأوقات نقضيها ونحن نشعر بالنعاس، ثم ننام في غرفة النوم. ولكي تكون أي غرفة مخصصة للنوم، فلا بد من وجود سرير. توجد غرف النوم بداية من غرف نوم بسيطة جدًا إلى غرف نوم معقدة إلى حد ما. عادة ما تتضمن المفروشات المثالية الأخرى لغرف النوم المثالية دولاب وطاولة بجانب سرير النوم ومكتب. في هذه الأيام في الدول الغنية ذات البيوت متعددة غرف النوم، قد يتصل الحمام بغرفة النوم. وقد بدأ ذلك منذ منتصف وأواخر القرن العشرين.

## نظرة تاريخية

### الأثاث
يختلف الأثاث والأشياء الأخرى في غرفة النوم بدرجة كبيرة، اعتمادًا على الذوق والتقاليد المحلية. على سبيل المثال، قد تشتمل غرفة النوم الأساسية على سرير ذو حجم خاص (زوجي أو ذو مقاس خاص بالملك أو الملكة)؛ أو أكثر من ذلك دولاب (أو ربما دولاب ملابس) وطاولة سرير جانبية وواحدة أو أكثر من خزانات الملابس وسجادة. ويقل استعمال خزانات الملابس الجماعية في أوروبا عما هو شائع في أمريكا الشمالية؛ حيث هناك استخدام كبير لخزائن الملابس المستقلة أو الخزائن الكبيرة مقارنة بأوروبا.
تعتبر غرفة النوم الفردية انعكاسًا لشخصية الفرد، إضافة إلى طبقته الاجتماعية وتعتبر شيئًا فريدًا في حياة كل شخص. على الرغم من ذلك، هناك أشياء مشتركة عديدة في معظم غرف النوم.
تعتبر المراتب والخزائن أشياء ضرورية في غرفة النوم. عادة ما تكون المراتب بارتفاع معين عن السرير لتكون مرفوعة من على الأرض وتمثل شكلًا من أشكال الديكور. هناك أنواع عديدة مختلفة للمراتب، في القرن الواحد والعشرين، كان أفراد الطبقة السفلى من المجتمع ينامون على مراتب محشوة بالقش. في القرن السادس عشر نالت المراتب المحشوة صيتًا واسعًا، بالنسبة للأشخاص الذين يستخدمونها. كان الشخص العادي يعيش حياته على ما يرام إذا ما استطاع شراء المرتبة بعد سبع سنوات من زواجه. في القرن الثامن عشر انتشر القطن والصوف بصورة كبير وقد اُخترعت أول لفائف للمراتب في فصل الربيع عام 1871. وكان أكثر المراتب شهرة ومبيعًا هي مراتب الربيع. حيث اختلفت الأذواق ما بين المراتب اللينة نسبيًا والمراتب الثابتة. يتراوح سعر مراتب الربيع بين 199 دولارًا أمريكيًا إلى 1290 دولارًا. قد تحتوي غرفة النوم على سرير ذي طابقين إذا ما اشترك أكثر من شخص في الغرفة.
وقد اشتهر أيضًا وجود الطاولة بجانب السرير. وتستخدم لوضع الأشياء المختلفة عليها، مثل المنبه أو المصباح الصغير.
وقد اشتهر أيضًا بوجه كبير وجود التليفزيون داخل غرفة النوم. ويمتلك 43% من الأطفال ما بين 3 إلى 4 سنوات تليفزيونًا في غرف النوم الخاصة بهم. بجانب التليفزيون تحتوي العديد من غرف النوم أيضًا على جهاز كمبيوتر وأجهزة ألعاب الفيديو وهي الألعاب الأشهر بين المراهقين ومكتب للقيام بالعمل. في أواخر القرن العشرين وفي بداية القرن الحادي والعشرين أصبحت غرفة النوم البيئة الاجتماعية الأكبر حيث كان الأشخاص يقضون معظم أوقاتهم في غرف النوم الخاصة بهم مقارنة بالقرون الماضية.
وتختلف بشكل كبير مفروشات السرائر المستخدمة في شمال أوروبا (خاصة في البلدان الإسكندنافية عما هو مستخدم في شمال أمريكا والأنحاء الأخرى في أوروبا. في اليابان يشتهر الفوتون الياباني.
إضافة إلى السرير (أو إذا ما اشترك في الغرفة اثنين أو أكثر من الأطفال، السرير ذي الطابقين)، قد تحتوي غرفة نوم الأطفال على خزانة ملابس صغيرة أو مناضيد للزينة أو صندوق ألعاب الأطفال أو جهاز كمبيوتر ألعاب الفيديو أو مكتبة شخصية أو بعض الأشياء الأخرى.

### غرف النوم الحديثة
تحتوي معظم المنازل في أمريكا على غرفتي نوم على الأقل- في الغالب غرفة نوم رئيسية وواحدة أو أكثر للأطفال أو للضيوف.
في بعض الاختصاصات القضائية هناك بعض المميزات الأساسية (مثل الدولاب و"وسائل الخروج") اللازم تواجدها في الغرفة لتأهيتها على أنها غرفة نوم بشكلها القانوني. في عديد من الولايات، مثل ألاسكا لا يلزم احتواء الغرفة على دواليب، من ناحية أخرى يجب أن تحتوى الغرفة بدلًا من الدواليب على بعض المتطلبات ذات الحجم الصغير.
من الضروري وجود الدواليب في أي غرفة نوم. عند تعريف الدولاب نجد أنه مساحة صغيرة تستخدم لتخزين الأشياء. في غرفة النوم، يستخدم الدولاب بصورة شائعة للملابس والأشياء الشخصية الأخرى التي يحوزها الشخص. نالت خزانة الملابس صيتًا كبيرًا هذه الأيام ولها أحجام مختلفة. إضافة إلى ذلك، كانت خزائن الثياب في الماضي أبرز من الخزائن في هذه الأيام. خزانة الملابس هي خزانة مستطيلة الشكل ذات حجم طويل يمكن تخزين الملابس أو تعليقها بداخلها. ويمكن الاحتفاظ بالملابس في الدولاب أيضًا. عادة ما يُحتفظ بالملابس الجميلة في خزانة الملابس حيث يمكن تعليقها بينما يتم وضع ملابس الخروج والملابس الداخلية في الدولاب.
في المباني ذات الوحدات السكنية المستقلة المتعددة (على سبيل المثال، الشقق) يختلف عدد غرف النوم على نحو كبير. حيث إن العديد من هذه الوحدات تحتوي على غرفة نوم واحدة على الأقل، فإنه في كثير من الأحيان تحتوي هذه الوحدات على غرفتين، وقد لا تحتوي بعض هذه الوحدات على غرفة خاصة يتم تخصيصها على أنها غرفة للنوم. (قد تشتهر هذه الوحدات بأسماء عدة، بما في ذلك الأستوديو، الراحة، وغيرها.)
في بعض الأحيان، تتصل غرفة النوم الرئيسية بحمام خاص، وفي كثير من الأحيان يسمى الحمام الداخلي.